# متحف غرانيت
متحف غرانيت هو متحف يقع في آكس أون بروفانس،فرنسا مكرس للرسومات،النحت والأثار في عام 2011،أستقبل المتحف 177،598 زائراً.